# José Francisco Alves
José Francisco Sanches Alves (ur. 20 kwietnia 1941 w Lageosa da Raia) – portugalski duchowny rzymskokatolicki, arcybiskup Évory w latach 2008–2018.

## Życiorys
Święcenia kapłańskie otrzymał 3 lipca 1966 i został inkardynowany do archidiecezji Évory. Pracował w seminariach archidiecezjalnych oraz w miejscowym instytucie teologicznym. W latach 1988–1998 był wikariuszem generalnym archidiecezji.
7 marca 1998 papież Jan Paweł II mianował go biskupem pomocniczym Lizbony, ze stolicą tytularną Hierpiniana. Sakry biskupiej udzielił mu 31 maja 1998 abp Maurílio de Gouveia.
22 kwietnia 2004 został mianowany ordynariuszem diecezji Portalegre-Castelo Branco, zaś 30 maja 2004 kanonicznie objął urząd.
8 stycznia 2008 papież Benedykt XVI mianował go arcybiskupem ordynariuszem Évory. Ingres odbył się 17 lutego 2008.
26 czerwca 2018 papież przyjął jego rezygnację z pełnionego urzędu.